# Paul Jones Fannin
Paul Jones Fannin, ameriški poslovnež in politik, * 29. januar 1907, Ashland, okrožje Boyd, Kentucky, † 13. januar 2002, Phoenix, Arizona.
Fannin je bil guverner Arizone (1959-1965) in senator ZDA iz Arizone (1965-1977).